# 18 ذو القعدة
- السبت
- الأحد
- الاثنين
- الثلاثاء
- الأربعاء
- الخميس
- الجمعة

- 2826 أبريل 2025
- 2927 أبريل 2025
- 3028 أبريل 2025
- 129 أبريل 2025
- 230 أبريل 2025
- 31 مايو 2025
- 42 مايو 2025
- 53 مايو 2025
- 64 مايو 2025
- 75 مايو 2025
- 86 مايو 2025
- 97 مايو 2025
- 108 مايو 2025
- 119 مايو 2025
- 1210 مايو 2025
- 1311 مايو 2025
- 1412 مايو 2025
- 1513 مايو 2025
- 1614 مايو 2025
- 1715 مايو 2025
- 1816 مايو 2025
- 1917 مايو 2025
- 2018 مايو 2025
- 2119 مايو 2025
- 2220 مايو 2025
- 2321 مايو 2025
- 2422 مايو 2025
- 2523 مايو 2025
- 2624 مايو 2025
- 2725 مايو 2025
- 2826 مايو 2025
- 2927 مايو 2025
- 128 مايو 2025
- 229 مايو 2025
- 330 مايو 2025

18 ذو القعدة أو 18 ذو القعدة الحرام أو يوم 18 \ 11 (اليوم الثامن عشر من الشهر الحادي عشر) هو اليوم الثالث عشر بعد الثلاثمائة (313) من أيَّام السنة (أو الرابع عشر بعد الثلاثمائة لو كان شهر رمضان مُتممًا لليوم الثلاثين أو الخامس عشر بعد الثلاثمائة لو أتم كلًا من صفر وربيع الآخر وجمادى الآخرة وشعبان ورمضان ثلاثين يومًا) وفق التقويم الهجري القمري (العربي). يبقى بعده 41 أو 42 يومًا لانتهاء السنة.

## أحداث
- 1098هـ - الجيش البندقي الذي تسانده إسبانيا وألمانيا ومالطا والسويد، يستولي على مدينة أثينا من العثمانيين ويقوم بتخريبها بشكل فظيع، وقام الكاثوليك بذبح الأرثوذكس في المدينة بلا رحمة.
- 1248هـ - توقيع معاهدة كوتاهية بين إبراهيم باشا نيابةً عن والده والي مصر محمد علي باشا والسلطان العثماني محمود الثاني، التي جلا بمقتضاها الجيش المصري عن الأناضول مقابل حصول محمد علي على ولاية مصر والشام. واضطر السلطان محمود الثاني لتوقيع الاتفاقية وهو يضمر في نفسه الاستعداد للحرب مرة أخرى ويؤدب واليه المتمرد.
- 1299هـ - تولية الإمام محمد المهدي العباسي مشيخة الأزهر، وهو الإمام الحادي والعشرون في سلسلة مشايخ الأزهر، وقد جمع بين منصبي الإفتاء ومشيحة الأزهر لأول مرة.
- 1364هـ - انضمام كل من مصر والمملكة العربية السعودية إلى الأمم المتحدة.
- 1369هـ - سقوط طائرة شركة «TWA» الرحلة 903 بالصحراء بالقرب من وادي النطرون، وأدى الحادث إلى مقتل جميع ركاب الطائرة البالغ عددهم 55 شخصًا.
- 1428هـ - انعقاد مؤتمر أنابوليس للسلام في ولاية ماريلاند في سبيل حل القضية الفلسطينية.
- 1429هـ - مجلس الوزراء العراقي يقر توقيع الاتفاقية الأمنية مع الولايات المتحدة.
- 1430هـ - الجمعية العامة للأمم المتحدة تقر بأغلبية 114 صوت ورفض 18 وامتناع 44 دولة مشروع قرار تقدمت به الكتلة العربية لمطالبة إسرائيل والفلسطينيين بفتح تحقيقات ذات مصداقية في الاتهامات التي حملها تقرير غولدستون حول ارتكاب جرائم حرب خلال الحرب في غزة.
- 1431هـ - زلزال مدمر يضرب جزيرة سومطرة بإندونيسيا ويتسبب بموجة تسونامي عاتية تضرب سواحل الجزيرة وتتسبب بمقتل 400 شخص وجرح وفقدان المئات.

## مواليد
- 1339 هـ - عاطف سالم، مخرج مصري.
- 1344 هـ - جابر الأحمد الصباح، أمير دولة الكويت الثالث عشر.
- 1343 هـ - نيللي مظلوم، ممثلة وراقصة مصرية من أصل يوناني.
- 1345 هـ - يوسف إدريس، أديب مصري.
- 1358 هـ - محسنة توفيق، ممثلة مصرية.
- 1367 هـ - عبد الستار قاسم، كاتب ومفكر ومحلل سياسي وأكاديمي فلسطيني.
- 1377 هـ -
  - أحمد سامبي، رئيس جزر القمر.
  - أفيجدور ليبرمان، سياسي إسرائيلي.
- 1389 هـ - فيفان انطونيوس، ممثلة لبنانية.
- 1394 هـ - نواف المرطة، لاعب كرة قدم كويتي.
- 1402 هـ -
  - مايا شيحة، ممثلة مصرية.
  - أحمد الفضلي، حارس مرمى كرة قدم كويتي.
- 1405 هـ - أحمد مطر، لاعب كرة قدم كويتي.
- 1414 هـ - شمة حمدان، مغنية إماراتية.

## وفيات
- 1040هـ - ممتاز محل، زوجة سلطان الهند شاه جهان وصاحبة الضريح الشهير تاج محل.
- 1287هـ - ناصيف اليازجي، شاعر لبناني من رواد النهضة العربية.
- 1368هـ - أحمد سالم، طيار ومخرج وممثل ومذيع مصري.
- 1369هـ - كاميليا، ممثلة مصرية.
- 1373هـ - محمد حسين آل كاشف الغطاء، عالِم شيعي عراقي.
- 1395هـ - وجيه الخوري، کاتب وشاعر سوري.
- 1420هـ - حسام الدين مصطفى، مخرج مصري.
- 1429هـ - صلاح الدين حافظ، كاتب مصري.
- 1434هـ -
  - عبد النبي حجازي، كاتب سوري.
  - عبد الحميد السراج، سياسي سوري ووزير الداخلية في الجمهورية العربية المتحدة.
- 1435هـ -
  - صالح المهدي الملقب بزرياب، ملحن وموسيقار تونسي.
  - عاطف عبيد، رئيس وزراء مصري أسبق.
  - أحمد رجب، كاتب وصحفي مصري.

## وصلات خارجية
- صحيفة اليوم: حدث في مثل هذا اليوم
- موقع قصة الإسلام: حدث في شهر ذو القعدة.